# Ctenosaura
Ctenosaura este un gen de șopârle din familia Iguanidae, cunoscute sub numele de iguane cu coadă spinoasă sau ctenosauri. Aceste șopârle sunt originare din Mexic și America Centrală și sunt denumite astfel datorită spinilor asemănători unui pieptene de pe spatele și coada lor. Numele Ctenosaura derivă din două cuvinte grecești, „ctenos” care înseamnă „pieptene” și „saura” care înseamnă „șopârlă”. 
Ctenosaura sunt adaptate la viața în arbori și pot fi găsite în diverse habitate, de la păduri tropicale la zone de deșert.

## Descriere
Diversitatea dimensiunilor speciilor este notabilă, cu lungimi totale care variază de la aproximativ 12,5 centimetri până la peste 1 metru. Iguanele din acest gen prezintă un dimorfism sexual evident, cu masculii fiind în general mai mari decât femelele și au pungi mari la gât. Ctenosaura sunt, de obicei de culoare gri cu dungi negre, capul este alungit, iar corpul este robust, acoperit cu solzi uniformi. O creastă se întinde de la spatele capului până la coadă, iar membrele sunt puternice.
Șopârle preferă zonele stâncoase și pietroase și sunt adesea găsite la înălțimi mari, unde se bronzează la soare. Masculii ocupă cele mai înalte puncte și pot avea teritorii care includ până la 10 femele. Femelele sunt adesea timide și multe dintre ele au coada ruptă, care crește netedă, maro și fără solzi. Cu toate acestea, masculii se comportă în general pasiv și lasă oamenii să se apropie la o distanță de aproximativ 1 metru, după care se retrag rapid, fără să fie agresivi.
În timp ce se studiau corelațiile fiziologice ale locomoției la șopârle, s-a descoperit că o iguană neagră cu coadă spinoasă (Ctenosaura similis) a atins o viteză de 34,6 km/h (21,5 mile/h), cea mai mare viteză raportată pentru o șopârlă. Aceste animale sunt în general omnivore și se hrănesc cu insecte și hrană vegetală.
Ctenosauri sunt șopârle ovipare. Împerecherea are loc în luna februarie, iar ouăle sunt depuse în luna iunie sau iulie. Aceste ouă se dezvoltă până la eclozarea în luna august sau septembrie, iar puii sunt capabili să se descurce singuri de la naștere.

## Specii invazive
Cel puțin două specii, Ctenosaura pectinata și Ctenosaura similis, au fost introduse în zonele sudice din Texas și Florida, iar în prezent acestea sunt prezente și în sudul Arizonei. Deoarece aceste specii sunt adaptabile și pot supraviețui într-o varietate de medii, există riscul ca acestea să devină invazive și să concureze cu speciile indigene pentru hrană și resurse. 

## Specii
Genul Ctenosaura, care este cel mai divers grup de iguane. În prezent, sunt recunoscute 15 specii diferite și se crede că există cel puțin două specii nerecunoscute încă. Aceste iguane trăiesc în păduri uscate de câmpie, în zone cu altitudine sub 1.200 m, pe ambele coaste ale Americii Centrale și Mexicului.
Toate speciile din genul Ctenosaura sunt încadrate în una dintre cele șapte clade, iar distribuția acestor clade este bine stabilită geografic.
| Imagine | Denumire științifică       | Denumire comună                                     | Autor                     | Habitat natural                                                                                   |
| ------- | -------------------------- | --------------------------------------------------- | ------------------------- | ------------------------------------------------------------------------------------------------- |
|         | Ctenosaura acanthura       | Iguana cu coadă spinată din Mexic                   | (Shaw, 1802)              | Estul Mexicului                                                                                   |
|         | Ctenosaura bakeri          | Iguana cu coadă spinată Baker                       | Stejneger, 1901           | Insula Utila din largul Hondurasului                                                              |
|         | Ctenosaura clarki          | Iguana lui Clark                                    | Bailey, 1928              | Vestul Mexicului                                                                                  |
|         | Ctenosaura conspicuosa     | Iguana cu coadă spinoasă din San Esteban            | Dickerson, 1919           | Insula San Esteban, Golful California                                                             |
|         | Ctenosaura flavidorsalis   | Iguana cu spatele galben și coadă spinoasă          | G. Köhler & Klemmer, 1994 | Honduras, El Salvador și Guatemala                                                                |
|         | Ctenosaura hemilopha       | Iguana cu coadă scurtă                              | (Cope, 1863)              | Partea sudică a Baja California, Mexic                                                            |
|         | Ctenosaura macrolopha      | Iguana cu coadă spinoasă din Sonora                 | Smith, H. M. 1972         | Sonora, Mexic                                                                                     |
|         | Ctenosaura melanosterna    | Iguana cu pieptul negru                             | Buckley & Axtell, 1997    | Honduras                                                                                          |
|         | Ctenosaura nolascensis     | Iguana cu coadă spinoasă din Isla San Pedro Nolasco | Smith, H. M. 1972         | Insula San Pedro Nolasco, Golful California                                                       |
|         | Ctenosaura oaxacana        | Iguana cu coadă spinoasă din Oaxaca                 | G. Köhler & Hasbún, 2001  | Oaxaca, Mexic                                                                                     |
|         | Ctenosaura oedirhina       | Iguana cu coadă spinoasă din Roatan                 | de Queiroz, 1987          | Roatan, Honduras                                                                                  |
|         | Ctenosaura palearis        | Iguana cu coadă spinoasă din Guatemala              | Stejneger, 1899           | Guatemala                                                                                         |
|         | Ctenosaura pectinata       | Iguana occidentală cu coadă spinoasă                | (Wiegmann, 1834)          | Vestul Mexicului. Introdus în zonele sudice din Texas și Florida.                                 |
|         | Ctenosaura quinquecarinata | Iguana cu cinci creste dorsale                      | Gray, 1842                | Nicaragua și Costa Rica.                                                                          |
|         | Ctenosaura similis         | Iguana neagră cu coadă spinoasă                     | (Gray, 1831)              | Mexic și America Centrală; semnalată și în câteva insule columbiene, introdusă în sudul Floridei. |